# Körner (gmina)
Körner – miejscowość i gmina w Niemczech, w kraju związkowym Turyngia, w powiecie Unstrut-Hainich. Do 30 grudnia 2019 wchodziła w skład wspólnoty administracyjnej Schlotheim. Od 31 grudnia 2019 niektóre zadania administracyjne gminy realizowane są przez miasto Nottertal-Heilinger Höhen, która pełni rolę "gminy realizującej" (niem. "erfüllende Gemeinde").

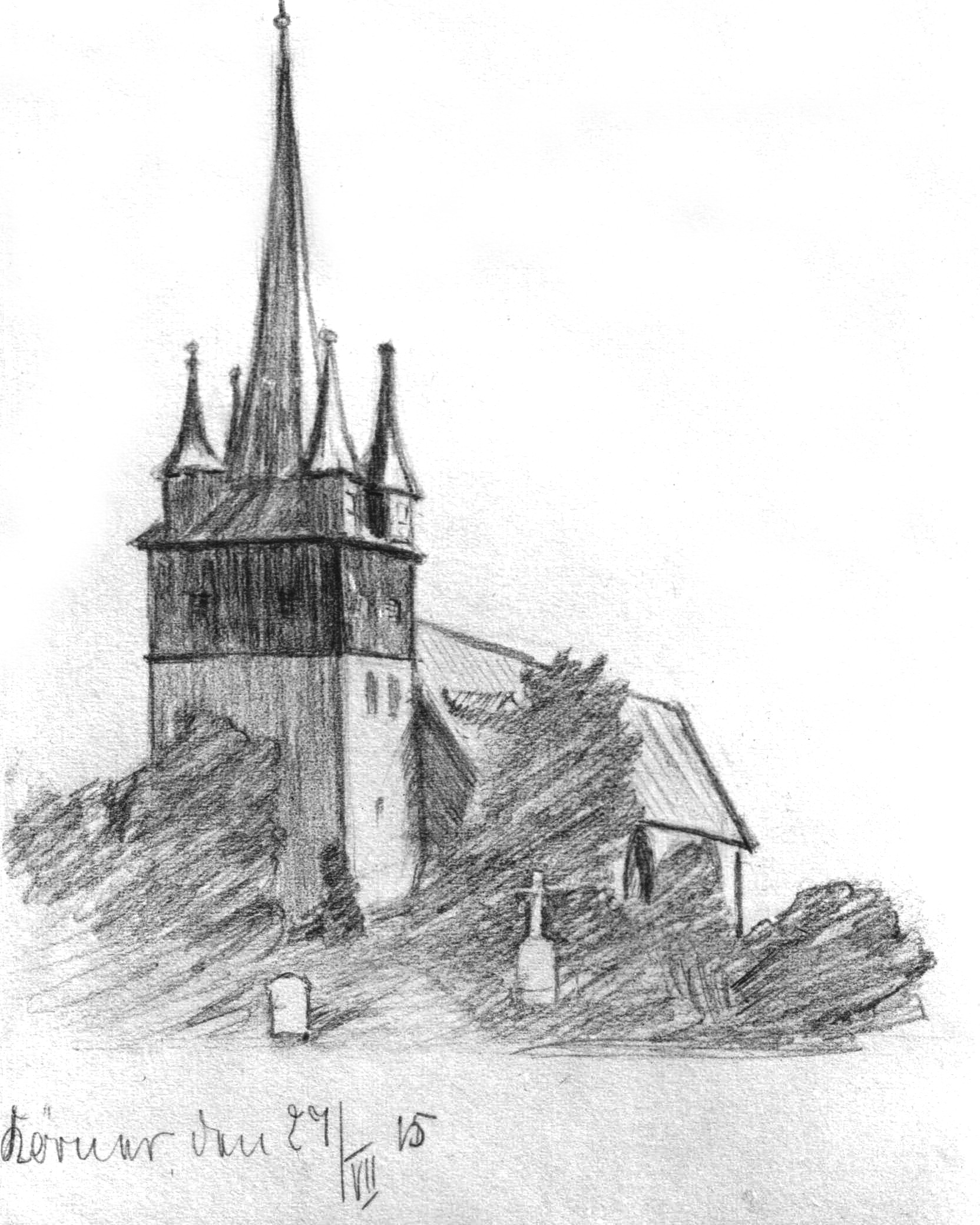
Oberkirche St. Wigberti, Körner 1915